# Cantone di Alençon-1
Il Cantone di Alençon-1 è una divisione amministrativa dell'arrondissement di Alençon.
A seguito della riforma approvata con decreto del 25 febbraio 2014, che ha avuto attuazione dopo le elezioni dipartimentali del 2015, è passato da 16 comuni e una frazione urbana a 1 comune e una frazione urbana.

## Composizione
Oltre a parte della città di Alençon, i 16 comuni facenti parte prima della riforma del 2014 erano:
- Colombiers
- Condé-sur-Sarthe
- Cuissai
- Damigny
- La Ferrière-Bochard
- Gandelain
- Héloup
- Lalacelle
- Lonrai
- Mieuxcé
- Pacé
- La Roche-Mabile
- Saint-Céneri-le-Gérei
- Saint-Denis-sur-Sarthon
- Saint-Germain-du-Corbéis
- Saint-Nicolas-des-Bois

Dal 2015 il cantone comprende parte della città di Alençon e il comune di Cerisé.